# FRZB
FRZB (англ. Frizzled-related protein) – білок, який кодується однойменним геном, розташованим у людей на 2-й хромосомі. Довжина поліпептидного ланцюга білка становить 325 амінокислот, а молекулярна маса — 36 254.
| 10         |  | 20         |  | 30         |  | 40         |  | 50         |
| ---------- |  | ---------- |  | ---------- |  | ---------- |  | ---------- |
| MVCGSPGGML |  | LLRAGLLALA |  | ALCLLRVPGA |  | RAAACEPVRI |  | PLCKSLPWNM |
| TKMPNHLHHS |  | TQANAILAIE |  | QFEGLLGTHC |  | SPDLLFFLCA |  | MYAPICTIDF |
| QHEPIKPCKS |  | VCERARQGCE |  | PILIKYRHSW |  | PENLACEELP |  | VYDRGVCISP |
| EAIVTADGAD |  | FPMDSSNGNC |  | RGASSERCKC |  | KPIRATQKTY |  | FRNNYNYVIR |
| AKVKEIKTKC |  | HDVTAVVEVK |  | EILKSSLVNI |  | PRDTVNLYTS |  | SGCLCPPLNV |
| NEEYIIMGYE |  | DEERSRLLLV |  | EGSIAEKWKD |  | RLGKKVKRWD |  | MKLRHLGLSK |
| SDSSNSDSTQ |  | SQKSGRNSNP |  | RQARN      |  |            |  |            |

A: Аланін

C: Цистеїн

D: Аспарагінова кислота

E: Глутамінова кислота

F: Фенілаланін

G: Гліцин

H: Гістидин

I: Ізолейцин

K: Лізин

L: Лейцин

M: Метіонін

N: Аспарагін

P: Пролін

Q: Глутамін

R: Аргінін

S: Серин

T: Треонін

V: Валін

W: Триптофан

Кодований геном білок за функцією належить до білків розвитку. 
Задіяний у таких біологічних процесах, як диференціація клітин, сигнальний шлях Wnt. 
Секретований назовні.